# Jörg Jung
Jörg Jung (Mönchengladbach, 1965. november 22. –) német labdarúgóhátvéd, edző.